# Bachów (Ukraina)
Bachów (ukr. Бахів) – wieś na Ukrainie w rejonie kowelskim obwodu wołyńskiego.
Wieś królewska Bachowo położona była w połowie XVII wieku w starostwie niegrodowym kowelskim w województwie wołyńskim.